# 5099 Ієнбенкс
5099 Ієнбенкс (5099 Iainbanks, 1985 DY1, 1971 TD1, 1979 WC7, 1990 HJ2) — астероїд головного поясу, відкритий 16 лютого 1985 року.
Тіссеранів параметр щодо Юпітера — 3,474.